# Krat
Krat (×) je znak za množenje.
Znak × se uporablja:
- za množenje števil se po navadi uporablja nestična pika v sredini [⋅], redkeje pa nestični ×. V računalništvu se uporablja stična zvezdica [*].

{\displaystyle 2\cdot 3=6\!\ }
ali
{\displaystyle 2\times 3=6\!\ }

Če znak za množenje stoji med samo enim številom na levi in spremenljivko/simbolom za konstanto na desni ali pa med dvema spremenljivkama/simboloma za konstanto (kadar ne gre za vektorski ali kartezični produkt), ga lahko tudi izpuščamo. Ne smemo pa znaka izpuščati, ko ta stoji med dvema številoma, saj bi to števili spojilo v novo število. Prav tako je estetsko nezaželeno izpuščanje znaka za množenje, ko ta stoji med spremenljivko/simbolom za konstanto na levi in številom na desni.
Pravilno:
{\displaystyle 2\cdot a\equiv 2a\!\ }
Nepravilno:
{\displaystyle 2\cdot 2a\equiv 22a\!\ }
Nezaželeno:
{\displaystyle a\cdot 2\equiv a2\!\ }
- vektorski produkt

{\displaystyle \mathbf {a} \times \mathbf {b} =ab\sin \theta \!\ }
- kartezični produkt

{\displaystyle A\times B=\{(a,b);a\in A,b\in B\}\!\ }

Pika v sredini se nestično uporablja tudi v znanstvenem zapisu:
{\displaystyle a\cdot 10^{b}\!\ }
na primer:
2,99792458 ⋅ 108 m/s.